# Peterchens Mondfahrt (1990)
Peterchens Mondfahrt ist ein deutscher Zeichentrickfilm von Wolfgang Urchs aus dem Jahr 1990. Er basiert auf dem Märchen Peterchens Mondfahrt von Gerdt von Bassewitz. Der Film wurde 1992 mit zusätzlichen Szenen zu einer fünfteiligen Fernsehserie verarbeitet.

## Handlung
Die Kinder Peter und Anneliese werden von einem Geige spielenden Maikäfer namens Herr Sumsemann besucht. Er erklärt ihnen, dass der Mondmann ihm eins seiner Beine gestohlen hat und es sich seitdem auf dem Mond befindet. Die Kinder beschließen, ihn auf seiner Reise dorthin zu begleiten. Nach einer abenteuerlichen Reise durch die Milchstraße besiegen sie schließlich den Mondmann und können Herrn Sumsemann sein fehlendes Bein zurückgeben. Sie fliegen gemeinsam zurück auf die Erde und landen in ihrem Kinderzimmer, kurz bevor ihre Mutter hereinkommt, um sie aufzuwecken.

## Synchronisation
Das Dialogbuch verfasste Arne Elsholtz, der auch die Synchronregie übernahm. Außerdem sprach er selber auch zwei Rollen im Film.
| Rolle                                | Sprecher                |
| ------------------------------------ | ----------------------- |
| Peterchen                            | André Schmidtsdorf      |
| Anneliese                            | Nathalie del Castillo   |
| Sumsemann                            | Manfred Lichtenfeld     |
| Sandmann                             | Friedrich W. Bauschulte |
| Mondmann                             | Wolfgang Hess           |
| Nachtfee / Mutter                    | Dagmar Heller           |
| Sturmriese                           | Fritz von Hardenberg    |
| Regenfritz                           | Udo Wachtveitl          |
| Milchstraßenmann                     | Michael Habeck          |
| Blitzhexe                            | Monika John             |
| Weihnachtsmann                       | Walter Reichelt         |
| Pfefferkuchenmann                    | Willi Röbke             |
| Wolkenfrau                           | Doris Jensen            |
| Donnermann                           | Manfred Erdmann         |
| Windliese                            | Martina Duncker         |
| Eismax                               | Pascal Breuer           |
| Großer Bär                           | Bill Ramsey             |
| Erzähler / Urururgroßvater Sumsebold | Arne Elsholtz           |

## Musik
Die Filmmusik komponierte Klaus Doldinger basierend auf der Bühnenmusik von Clemens Schmalstich, die auch schon in der früheren Verfilmung Peterchens Mondfahrt von 1959 Verwendung fand.

## Kritiken
„Der kindgerecht inszenierte Trickfilm nach dem Klassiker von Gerdt von Bassewitz (1878–1923) bezaubert durch seine wundervolle Machart.“